# Jessa Crispin
Jessa Crispin   (Lincoln Center, 1978) és una crítica, autora feminista, i editora de Bookslut, un litblog i webzine fundat el 2002. Crispin és aliena al món de la publicació; començà el bloc de manera paral·lela al seu treball en Planned Parenthood a Austin, Texas, i es va mantenir econòmicament escrivint i editant el bloc a temps complet. Al 2009, Crispin es traslladà a Berlín. El novel·lista de Chicago Charles Blackstone passà a ser l'editor gerent de Bookslut. Al març del 2016, Crispin anuncià que el darrer número de Bookslut seria al maig; els arxius romanen en el lloc web.
Bookslut ha estat esmentada en molts diaris dels Estats Units i internacionals, inclosos The New York Times Book Review i The Washington Post. Al 2005, Crispin escrigué un diari sobre el seu treball per a The Guardian.
Crispin, tenia una columna, "Bookslut", en la revista en línia The Smart Set, publicada per la Universitat Drexel. Era crítica de llibres per a NPR i col·laboradora de Need to Know de PBS. També ha col·laborat amb el Washington Post, Chicago Sun-Times i Toronto Globe and Mail. Va escriure l'epíleg de la reedició de Melville House Books de Billiards at Half-Past Nine de Heinrich Böll.

## Obres
- The Dead Ladies Project: Exiliïs, Expats, and Ex-Countries.Chicago: La Universitat de Premsa de Chicago, 2015, ISBN 9780226278452.[6][7]
- The Creative Tarot: A Modern Guide to an Inspired Life. Nova York: Simon i Schuster, 2016, ISBN 9781501120237.[8]
- Why I Am Not a Feminist: A Feminist Manifesto (Per què no soc feminista: Un manifest feminista) Nova York: Melville Casa, 2017, ISBN 9781612196015.[9]